# Distrito de Fatehabad
Fatehabad (en hindi; फ़तेहाबाद ज़िला ) es un distrito de India en el estado de Haryana. Código ISO: IN.HR.FT.
Comprende una superficie de 2 491 km².
El centro administrativo es la ciudad de Fatehabad.

## Demografía
Según censo 2011 contaba con una población total de 941 522 habitantes.